# Tony David
Tony David (Townsville, 11 september 1967) -  bijgenaamd The Deadly Boomerang -  is een Australische voormalig dartspeler. Hij werd in 1999 actief binnen de BDO, waarvan hij in 2002 het officieuze wereldkampioenschap won. 
David beoefent darts vanaf 1993 en is samen met landgenoot Simon Whitlock de succesvolste darter van Oceanië. In 2002 werd de Australiër wereldkampioen darts door de Embassy-finale van 2002 winnend af te sluiten. In de finale in het Engelse Frimley Green versloeg David favoriet Mervyn King met 6–4 in sets. Later dat jaar won hij tevens de World Darts Trophy, na winst op Tony O'Shea (6–0) en de Doeland Grand Masters (tegenwoordig Finder Darts Masters) na opnieuw winst op Mervyn King (6–4). In 2003 won David met Raymond van Barneveld het koppelonderdeel tijdens het Dutch Open.
Na het slechte jaar 2005, waar David op de grandslamtoernooien er meestal in de eerste of tweede ronde uitging, had David zich niet gekwalificeerd voor de grandslamtoernooien van 2006. Wel won hij dat jaar onder meer de New Zealand Open en de Central Coast Classic, waardoor The Deadly Boomerang weer de rankings beklom. In 2007 maakte David zijn terugkeer in grandslamtoernooi; hij plaatste zich voor de Bavaria World Darts Trophy. David werd in de eerste ronde uitgeschakeld door Gary Robson op Lakeside 2008, het toernooi waar hij in 2005 voor het laatst aan deelnam.
David lijdt aan de bloedziekte (hemofilie). Dit belemmert zijn dagelijks leven en carrière dusdanig dat hij een strak schema van rust dient te respecteren. Op 21 februari 2009 onderging David een levertransplantatie. Op 20 december 2020 werd David met spoed opgenomen in het ziekenhuis wegens een tweede levertransplantatie.
Op 19 april 2021 werd bekendgemaakt dat David, samen met Les Wallace, een uitnodiging had ontvangen om deel te nemen aan het World Seniors Darts Championship 2022. In augustus 2021 werd echter bekendgemaakt dat David zich had teruggetrokken uit het deelnemersveld om te herstellen van een operatie. Het toernooi werd van 3 tot en met 6 februari 2022 gehouden in het Circus Tavern te Purfleet.

## Resultaten op wereldkampioenschappen

### BDO
- 2001: Laatste 32 (verloren van Andy Fordham met 0–3)
- 2002: Winnaar (gewonnen in de finale van  Mervyn King met 6–4)
- 2003: Kwartfinale (verloren van Ritchie Davies met 0–5)
- 2004: Laatste 32 (verloren van Darryl Fitton met 2–3)
- 2005: Laatste 32 (verloren van Tony Eccles met 2–3)
- 2008: Laatste 32 (verloren van Gary Robson met 1–3)

### WDF

#### World Cup
- 1999: Laatste 64 (verloren van Eric Burden met 1–4)
- 2001: Laatste 32 (verloren van John Walton met 1–4)
- 2003: Laatste 16 (verloren van Paul Watton met 2–4)
- 2005: Laatste 64 (verloren van Marco Appolonio met 2–4)
- 2007: Laatste 32 (verloren van Wayne Warren met 2–4)

## Gespeelde grandslamfinales
- 2002: Tony David - Mervyn King 6–4 ('best of 11 sets') (BDO World Darts Championship)
- 2002: Tony David - Tony O'Shea 6–0 ('best of 11 sets') (World Darts Trophy)
- 2002: Tony David - Mervyn King 6–4 ('best of 11 sets') (Doeland Grand Masters)
- 2004: Raymond van Barneveld - Tony David 13–5 ('best of 25 sets') (International Darts League)

## Privé
David trouwde op 20 november 2010 met zijn partner Natalie Carter in Perth, West-Australië.